# Даулинг, Мик
Майкл «Мик» Даулинг (англ. Michael "Mick" Dowling; род. 17 декабря 1946, Каслкомер) — ирландский боксёр, представитель легчайшей весовой категории. Выступал за сборную Ирландии по боксу в конце 1960-х — середине 1970-х годов, дважды бронзовый призёр чемпионатов Европы, многократный победитель ирландских национальных первенств, участник двух летних Олимпийских игр. Также известен как тренер по боксу, телекомментатор.

## Биография
Мик Даулинг родился 17 декабря 1946 года в посёлке Каслкомер, графства Килкенни, Ирландия. Проходил подготовку в боксёрских клубах Arbour Hill и British Railways в Дублине.
Благодаря череде удачных выступлений удостоился права защищать честь страны на летних Олимпийских играх 1968 года в Мехико — в категории до 54 кг благополучно прошёл первых двоих соперников по турнирной сетке, тогда как в третьем четвертьфинальном бою со счётом 1:4 потерпел поражение от японца Эйдзи Мариоки.
В 1969 году одержал победу на чемпионате Ирландии в легчайшем весе и побывал на чемпионате Европы в Бухаресте, откуда привёз награду бронзового достоинства.
В 1970 и 1971 годах вновь был лучшим в зачёте ирландского национального первенства. Завоевал бронзовую медаль на европейском первенстве в Мадриде, уступив на стадии полуфиналов советскому боксёру Александру Мельникову, выступил на международном турнире в Ленинграде, где в четвертьфинале был побеждён другим представителем СССР Анатолием Левищевым.
Находясь в числе лидеров боксёрской команды Ирландии, прошёл отбор на Олимпийские игры в Мюнхене — на сей раз выиграл только у одного оппонента, а во втором бою со счётом 2:3 потерпел поражение от кубинца Орландо Мартинеса.
В 1973 году снова победил на первенстве Ирландии, участвовал в чемпионате Европы в Белграде, но здесь выбыл из борьбы за медали уже на предварительном этапе.
В 1975 году в восьмой раз подряд одержал победу на чемпионате Ирландии в легчайшей весовой категории, установив рекорд по количеству непрерывно выигранных национальных титулов в этом весе.
После завершения спортивной карьеры занимался тренерской деятельностью, в течение десяти лет являлся членом Национального тренерского комитета Ирландии. Неоднократно приглашался в качестве комментатора и спортивного аналитика на ирландское телевидение. Открыл собственный магазин спортивных товаров Mick Dowling Sportsworld.
Его сын Марк Даулинг на профессиональном уровне занимался велоспортом. Дочь Лиза управляла фитнес-центром в Дублине.